# Verwaltungseinheiten im Herzogtum Westfalen
Die Liste der Verwaltungseinheiten im Herzogtum Westfalen umfasst die Ämter, Gerichte und Grundherrschaften, die Städte und Freiheiten in diesem Territorium, wie sie etwa seit dem 14. Jahrhundert bis zum Übergang an Preußen im Jahr 1816 bestanden.

## Allgemeines
Die ersten Besitzungen der Erzbischöfe von Köln waren territorial noch unzusammenhängend und beruhten auf sehr unterschiedlichen Rechtstiteln. Nach der Übertragung der Herzogswürde im Jahr 1180 versuchten die Erzbischöfe zunächst durch die Gründung und Erwerb von Städten und Burgen ihre Macht in Westfalen zu stabilisieren und auszubauen. Um 1300 lässt sich die Bildung von Ämtern beobachten.
An der Spitze der Ämter stand ein Drost. Dazu kam meistens ein Amtsverwalter. Innerhalb ihrer Ämter hatten sie neben dem militärischen Schutz ihres Gebietes administrative und juristische Aufgaben wahrzunehmen. Während einige Ämter mehrere Gerichtsbezirke umfassten, blieben manche Gerichte außerhalb der Ämter. Hier nahmen die Amtsrichter in ihren Bezirken die gleichen Aufgaben wie die Drosten wahr.
Seit 1662 durften die Drosten und die Amtsverwalter nach dem Indigenatsprivileg nur noch aus dem Herzogtum Westfalen stammen. Dabei waren sie landesherrliche Beamte, die vom Landesherrn ernannt und besoldet wurden.
Die Leitung der Städte und Freiheiten lag in den Händen von in der Regel zwei Bürgermeistern, die zumeist gewählt wurden. Das Recht zur Leitung der Wahl lag bei den Drosten, welches sie aber fast nie wahrnahmen. Im Übrigen hatten die Städte eine von Weisungen der Landesregierung weitgehende Unabhängigkeit in der Gemeindeverwaltung und in der niederen Gerichtsbarkeit.
Obwohl die Grundherrschaften zwar zumeist innerhalb der Amtsgrenzen lagen, bildeten sie darin selbständige Verwaltungs- und Gerichtsbezirke.

## Verwaltungseinheiten

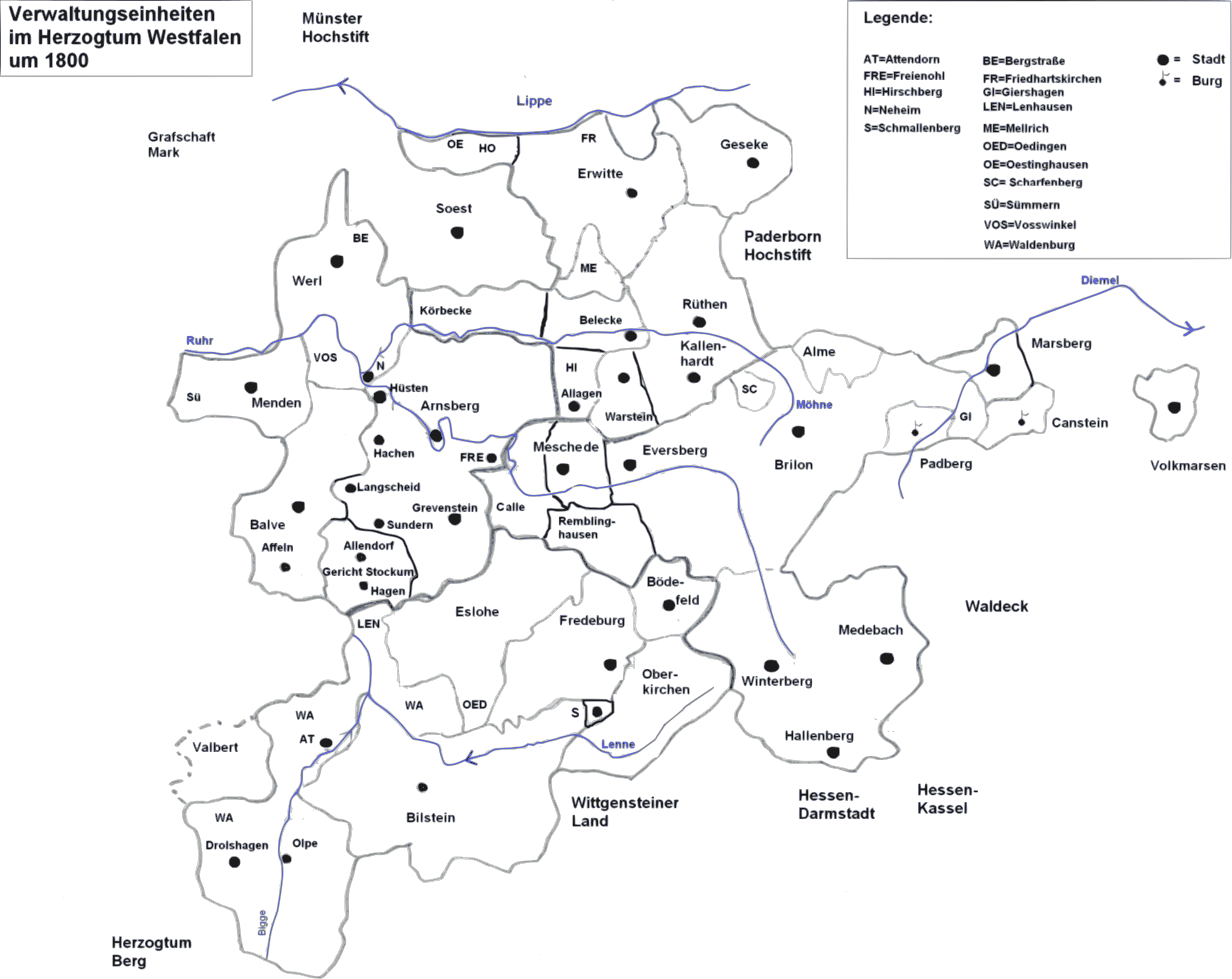

Aufgeteilt war das Herzogtum seit 1449 mit den letzten territorialen Veränderungen als Ergebnis der Soester Fehde in vier Quartale oder Quartiere mit den „Hauptstädten“ Brilon, Rüthen, Bilstein und Werl. Eine Bedeutung für die Verwaltung hatten diese Quartale aber nicht.

### Quartal Brilon

#### Ämter
- Brilon
- Eversberg,
- Marsberg
- Volkmarsen und
- Medebach

#### Gerichte
- Gericht Meschede
- Gericht Calle
- Gericht Remblinghausen

#### Grundherrschaften
- Alme
- Canstein
- Padberg
- Scharfenberg
- Giershagen

### Quartal Rüthen

#### Ämter
- Rüthen
- Erwitte
- Warstein
- Oestinghausen
- Geseke

#### Grundherrschaften
- Friedhartskirchen
- Hovestadt
- Mellrich

### Quartal Bilstein

#### Ämter
- Bilstein
- Fredeburg
- Waldenburg und
- Eslohe (Sauerland)

#### Gerichte
- Gericht Bödefeld

#### Grundherrschaften
- Patrimonialgericht Lenhausen
- Patrimonialgericht Oberkirchen
- Oedingen

#### Sonderstellung
Beim Gericht Valbert bestand eine gemeinsame Herrschaft mit der Grafschaft Mark.

### Quartal Werl

#### Ämter
- Balve
- Menden und
- Werl

#### Grundherrschaften
- Sümmern
- Bergstraße (bei Werl)
- Voßwinkel

### Außerhalb der Amtsgrenzen
Außerhalb der Amtsgrenzen lagen die Gerichte Allagen, Belecke und Körbecke im Quartal Rüthen, sowie Arnsberg, Neheim und Stockum im Quartal Werl.

### Städte
Städte zu Ende des 18. Jahrhunderts waren:
- Allendorf
- Attendorn
- Arnsberg
- Balve
- Belecke
- Brilon
- Drolshagen
- Erwitte
- Eversberg
- Fredeburg
- Geseke
- Grevenstein
- Hallenberg
- Hirschberg
- Kallenhardt
- Neheim
- Marsberg
- Medebach
- Menden
- Olpe
- Rüthen
- Schmallenberg
- Volkmarsen
- Warstein
- Werl
- Winterberg

### Freiheiten
Den Status einer Freiheit hatten um diese Zeit: 
- Affeln
- Bilstein
- Bödefeld
- Freienohl
- Hachen
- Hagen
- Hüsten
- Langscheid
- Meschede
- Silbach
- Sundern

### Übergangszeit
1802 gelangten die Ämter als Teil des Herzogtums Westfalen an die Landgrafen von Hessen-Darmstadt. Am 22. September 1807 trat ein Gesetz zur Neueinteilung des Herzogtums in 18 Ämter in Kraft. Pro Amt gab es einen Justizamtmann, der am Amtsort, mindestens aber im Bezirk residieren musste und der Regierung verantwortlich war. Die Städte waren spätestens seit 1809 vollständig in die Gerichtsbarkeit einbezogen. Sie mussten zudem dem Amtmann jetzt ihren Etat zur Genehmigung vorlegen. Die adligen Gerichtsherren behielten innerhalb ihrer Grundherrschaften die niedere Gerichtsbarkeit.
Die Ämter im Jahr 1807 waren:
- Arnsberg
- Attendorn
- Balve
- Belecke
- Bilstein
- Brilon
- Erwitte
- Eslohe
- Fredeburg
- Geseke
- Marsberg
- Medebach
- Menden
- Meschede
- Oestinghausen
- Olpe
- Rüthen
- Werl

Die 1802 mit den übrigen Gebieten okkupierte Volkmarsen gelangte 1806 nacheinander an verschiedene Herren. 1816 erwarb Preußen das Herzogtum Westfalen. Ein Jahr danach trat es die Stadt Volkmarsen an Hessen-Kassel ab.
Wenige Jahre danach wurden die bestehenden Ämter in die neu gegründeten Kreise überführt.